# Pilán Márkó
Pilán Márkó (Gyula, 1998. június 17. –) magyar labdarúgó, jelenleg a Békéscsaba 1912 Előre játékosa.

## Sikerei, díjai
- Békéscsaba 1912 Előre:
  - NBII ezüstérmes: 2014-15